# Saint-Céneri-le-Gérei
Saint-Céneri-le-Gérei és un municipi francès situat al departament de l'Orne i a la regió de Normandia. L'any 2007 tenia 147 habitants.

## Demografia

### Població
El 2007 la població de fet de Saint-Céneri-le-Gérei era de 147 persones. Hi havia 58 famílies de les quals 12 eren unipersonals (4 homes vivint sols i 8 dones vivint soles), 29 parelles sense fills i 17 parelles amb fills.
La població ha evolucionat segons el següent gràfic:
Habitants censats

### Habitatges
El 2007 hi havia 104 habitatges, 59 eren l'habitatge principal de la família, 35 eren segones residències i 10 estaven desocupats. 100 eren cases i 3 eren apartaments. Dels 59 habitatges principals, 46 estaven ocupats pels seus propietaris, 12 estaven llogats i ocupats pels llogaters i 1 estava cedit a títol gratuït; 3 tenien dues cambres, 6 en tenien tres, 15 en tenien quatre i 35 en tenien cinc o més. 38 habitatges disposaven pel capbaix d'una plaça de pàrquing. A 27 habitatges hi havia un automòbil i a 28 n'hi havia dos o més.

### Piràmide de població
La piràmide de població per edats i sexe el 2009 era:
| Homes | Edats   | Dones |
| ----- | ------- | ----- |
| 0     | 95 o +  | 0     |
| 0     | 90 a 94 | 0     |
| 0     | 85 a 89 | 0     |
| 4     | 80 a 84 | 4     |
| 0     | 75 a 79 | 4     |
| 8     | 70 a 74 | 0     |
| 0     | 65 a 69 | 4     |
| 0     | 60 a 64 | 4     |
| 8     | 55 a 59 | 8     |
| 4     | 50 a 54 | 4     |
| 4     | 45 a 49 | 4     |
| 4     | 40 a 44 | 0     |
| 12    | 35 a 39 | 8     |
| 0     | 30 a 34 | 4     |
| 4     | 25 a 29 | 4     |
| 0     | 20 a 24 | 4     |
| 0     | 15 a 19 | 0     |
| 0     | 10 a 14 | 0     |
| 12    | 5 a 9   | 16    |
| 8     | 0 a 4   | 4     |

## Economia
El 2007 la població en edat de treballar era de 97 persones, 58 eren actives i 39 eren inactives. De les 58 persones actives 53 estaven ocupades (27 homes i 26 dones) i 5 estaven aturades (3 homes i 2 dones). De les 39 persones inactives 22 estaven jubilades, 5 estaven estudiant i 12 estaven classificades com a «altres inactius».

### Ingressos
El 2009 a Saint-Céneri-le-Gérei hi havia 61 unitats fiscals que integraven 129 persones, la mediana anual d'ingressos fiscals per persona era de 20.911 €.

### Activitats econòmiques
Dels 13 establiments que hi havia el 2007, 2 eren d'empreses de fabricació d'altres productes industrials, 4 d'empreses d'hostatgeria i restauració, 2 d'empreses immobiliàries, 3 d'empreses de serveis, 1 d'una entitat de l'administració pública i 1 d'una empresa classificada com a «altres activitats de serveis».
Dels 5 establiments de servei als particulars que hi havia el 2009, 1 era un guixaire pintor, 2 restaurants i 2 agències immobiliàries.
L'any 2000 a Saint-Céneri-le-Gérei hi havia 7 explotacions agrícoles que ocupaven un total de 309 hectàrees.

## Poblacions més properes
El següent diagrama mostra les poblacions més properes.